# ويليام جاي كامبل
ويليام جاي كامبل (بالإنجليزية: William J. Campbell)‏ هو ضابط أمريكي، ولد في 11 مايو 1931 في شيكاغو في الولايات المتحدة، وتوفي في 2 فبراير 2017 في ساراسوتا في الولايات المتحدة.